# Kerkouane
Kerkouane (arabe : كركوان, soit Kar-kwān) est un site antique tunisien situé sur la côte orientale de la péninsule du cap Bon, à six kilomètres au nord de Hammam Ghezèze.
Il abrite une cité et une nécropole puniques inscrites sur la liste du patrimoine mondial de l'Unesco depuis le 28 novembre 1986 car ce sont les seuls exemples d'architecture punique à n'avoir pas subi de modifications de la part de civilisations postérieures. En effet, probablement détruite et abandonnée durant la première guerre punique (milieu du IIIe siècle av. J.-C.), la cité ne sera pas reconstruite par les Romains.
Kerkouane, l'une des plus importantes cités puniques avec Carthage, Hadrumète et Utique, exista pendant près de 400 ans (entre 650 av. J.-C. et 250 av. J.-C.).

## Histoire

### Nombreuses questions
Les fouilles sont l'unique source en l'absence d'informations écrites. Elles permettent de penser que les Libyens ont habité le site avant l'installation de la culture punique. Si le toponyme Kerkouane est consacré par l'usage, le vrai nom de la cité n'a pas pu être déterminé.

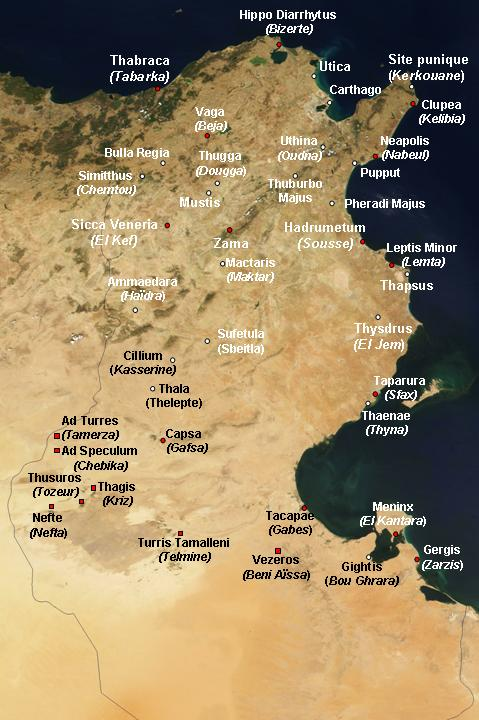
Localisation de Kerkouane dans la Tunisie antique.

Les dates de fondation et d'extinction de la cité ne sont pas non plus documentées, le matériel dégagé (notamment dans les nécropoles) situant la période d'existence de cette cité entre le VIe siècle av. J.-C. et le milieu du IIIe siècle av. J.-C.
Elle disparaît très probablement à la suite de l'expédition destructrice d'Agathocle de Syracuse dans le cap Bon, aux environs de 310 av. J.-C., suivie d'une deuxième expédition menée par Marcus Atilius Régulus en 256 av. J.-C..

### Fouilles
La découverte du site, plus ou moins due au hasard, est attribuée à Pierre Cintas et Charles Saumagne et date de 1952. Les fouilles ont été entreprises sur quatre périodes. La première fouille régulière démarre en 1953 sous la direction de Cintas (alors inspecteur des antiquités puniques à Tunis) et permet la mise au jour de la nécropole, d'un quartier d'habitation et de ses composantes architecturales. Ceci donne une première idée sur les activités économique et religieuse de la cité ainsi que sa chronologie ; plusieurs éléments, dont l'absence de signe de présence romaine comme des céramiques, permet d'opter pour l'hypothèse d'un site punique. La découverte d'une coupe ionienne permet de dater la fondation approximative du site avant le VIe siècle av. J.-C.
En vue des fouilles organisées entre 1957 et 1961, au lendemain de l'indépendance de la Tunisie, le chantier et le contrôle des travaux sont confiés aux techniciens de l'Institut national d'archéologie et d'art sous la responsabilité de Mongi Boulouednine. Avec la fin du protectorat, le nombre considérable d'ouvriers — M'hamed Hassine Fantar parle de « véritable chantier de chômage » — visant à l'embauche de la main-d'œuvre non spécialisée ainsi que le départ des cadres scientifiques français font que « les travaux des fouilles se limitaient au dégagement de l'édifice et au ramassage du matériel ».

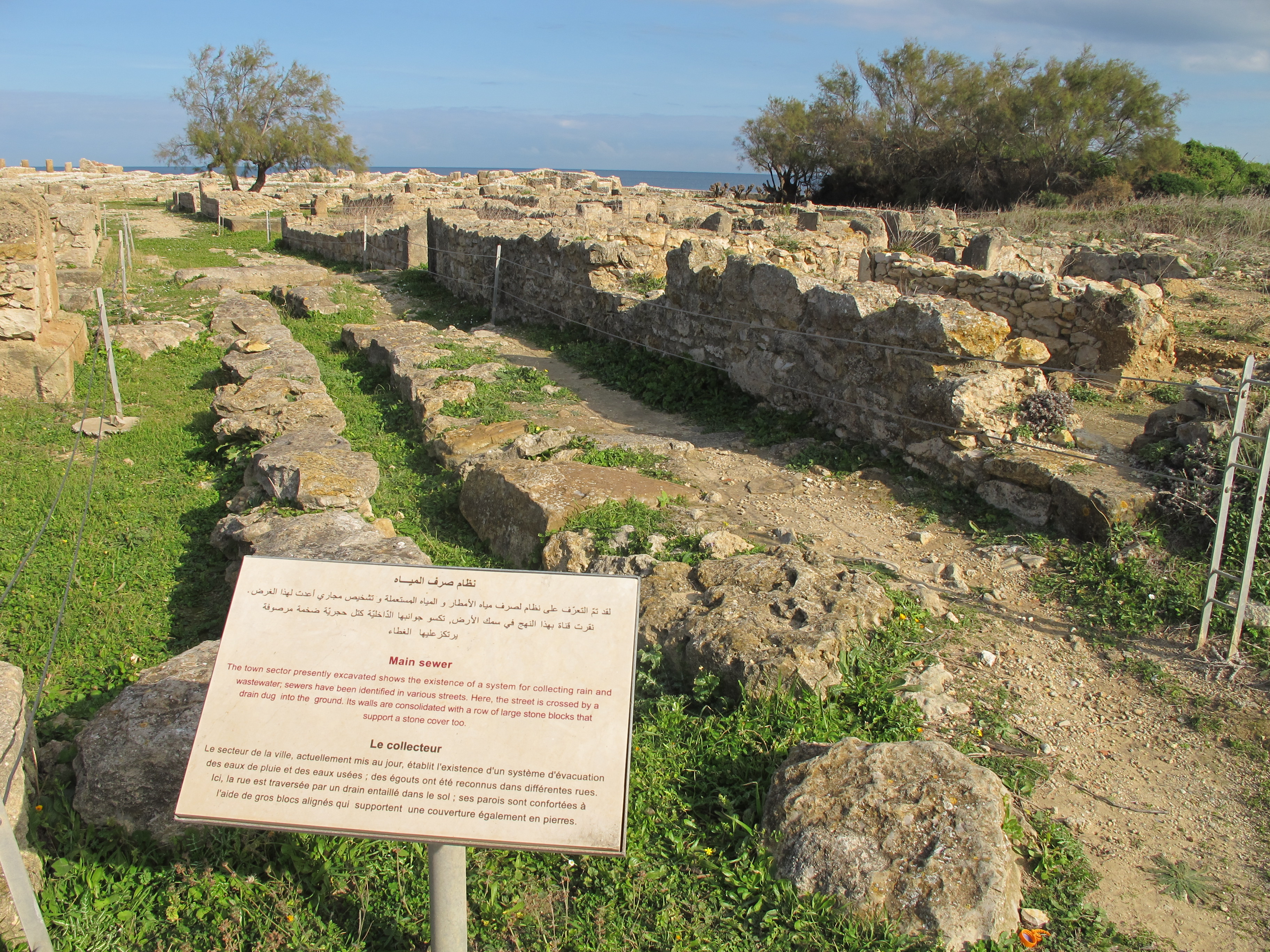
Vue d'un collecteur.

Ceci a permis de reconnaître officiellement l'importance de ce site et de dégager une partie des murailles, des portes, des rues et des quartiers d'habitation, ainsi que du matériel comme de la poterie, des figurines, des pièces de monnaie, des objets en bronze, etc. L'ensemble des objets du site sont aujourd'hui exposés dans un musée installé à proximité.
Les fouilles effectuées de 1965 à 1966 sont tenues dans le cadre d'un séminaire international organisé par le Centre de la recherche archéologique et historique, sous la direction d'Ammar Mahjoubi, et avec la participation de jeunes archéologues tunisiens et de professeurs et étudiants algériens, belges, français, italiens et hollandais. Elles permettent de dégager une villa, un insula et la nécropole avec l'ouverture des tombes et l'exploration de leur contenu funéraire. Les fouilles dirigées par M'hamed Hassine Fantar de 1976 à 1977 aboutissent notamment à mettre au jour le plus grand sanctuaire punique de toute la Méditerranée occidentale.
Entre les périodes de fouilles, des activités de réfection, de nettoyage, de désherbage et de consolidation sont entreprises afin de faire face à un environnement littoral hostile, avec des vagues et des vents marins chargés de sel et destructeurs de monuments fragilisés par les dégagements. Au cours du séminaire international de 2001, les vestiges d'une chapelle dépendant du grand temple viennent enrichir les connaissances sur l'architecture religieuse à Kerkouane et dans le monde punique.

## Site

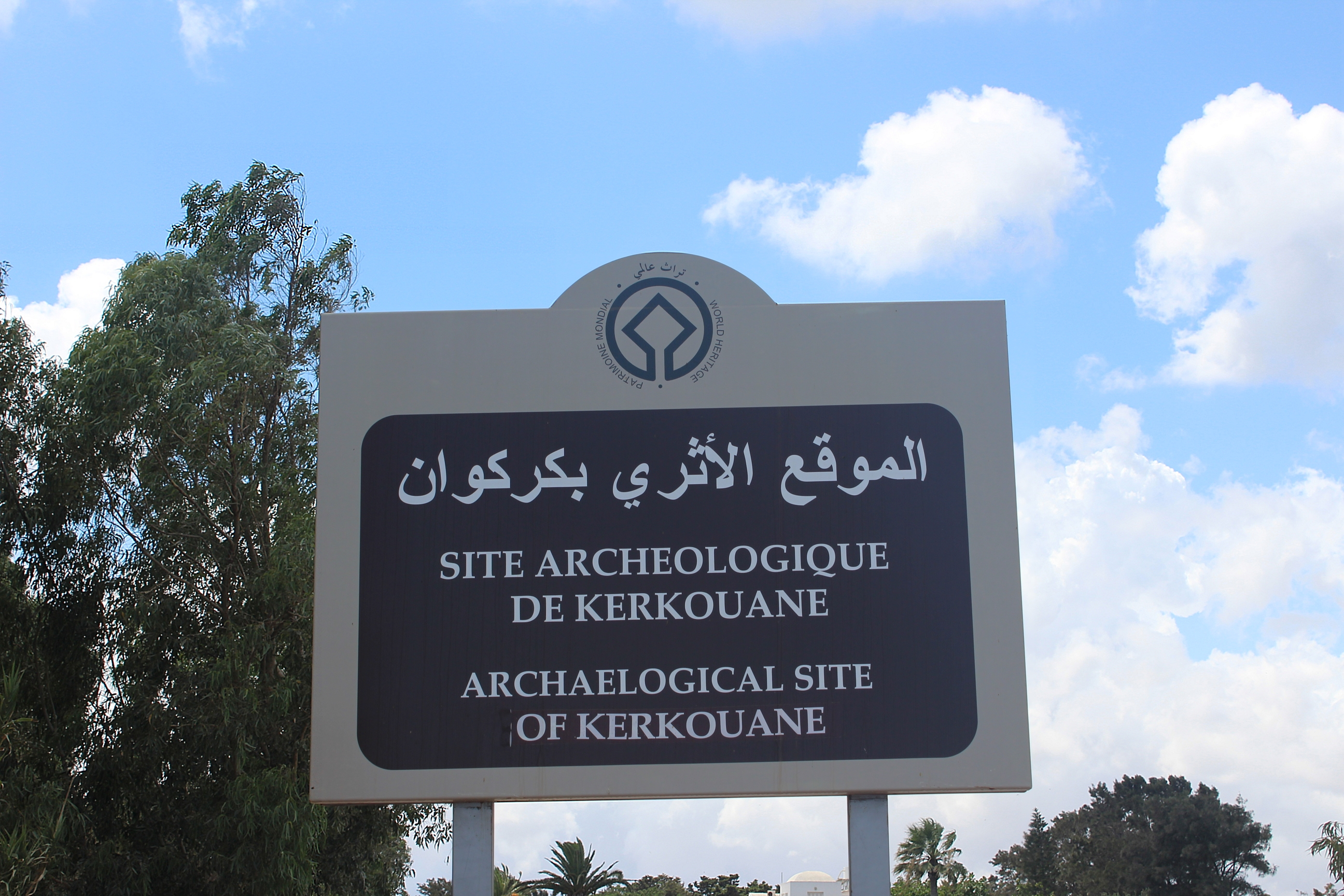
Plaque indiquant l'entrée du site.

Le site couvre une superficie d'environ huit hectares et on évalue sa population d'origine à 2 000 habitants environ. Bien que située en bordure de la mer Méditerranée, la ville ne disposait pas de port : les barques des pêcheurs devaient être tirées sur la grève, dans l'une des deux criques situées non loin de la ville, les plus gros bâtiments pouvant s'abriter dans le port d'Aspis, l'actuelle Kélibia.

### Enceinte
La muraille est constituée de deux enceintes séparées par un vaste couloir intermédiaire, dont la largeur varie de sept à treize mètres, qui sert à la circulation entre les deux enceintes et les bâtiments destinés à renforcer le système défensif : tours de garde et d'observation, escaliers ou cages d'escaliers conduisant au chemin de ronde, portes et poternes. À l'origine, les deux enceintes sont crépies et blanchies à la chaux et atteignent, avec le couloir intermédiaire, environ quinze mètres d'épaisseur. L'enceinte interne présente une structure proche de certaines villes d'Orient avec des pierres en arêtes de poissons ou en épi. 
Parmi les portes de la cité, la porte dite du couchant, d'aspect coudé, est composée d'une baie antérieure faisant partie de l'enceinte externe de la muraille, suivie d'un passage coudé et d'une baie postérieure ouvrant sur l'une des principales rues de la cité. Ce type de porte à recouvrement semble relever d'une architecture orientale plutôt que grecque. La deuxième porte dite du sud est formée de deux baies antérieure et postérieure séparées par un passage ; les trois éléments sont aménagés dans le même axe.

### Plan général

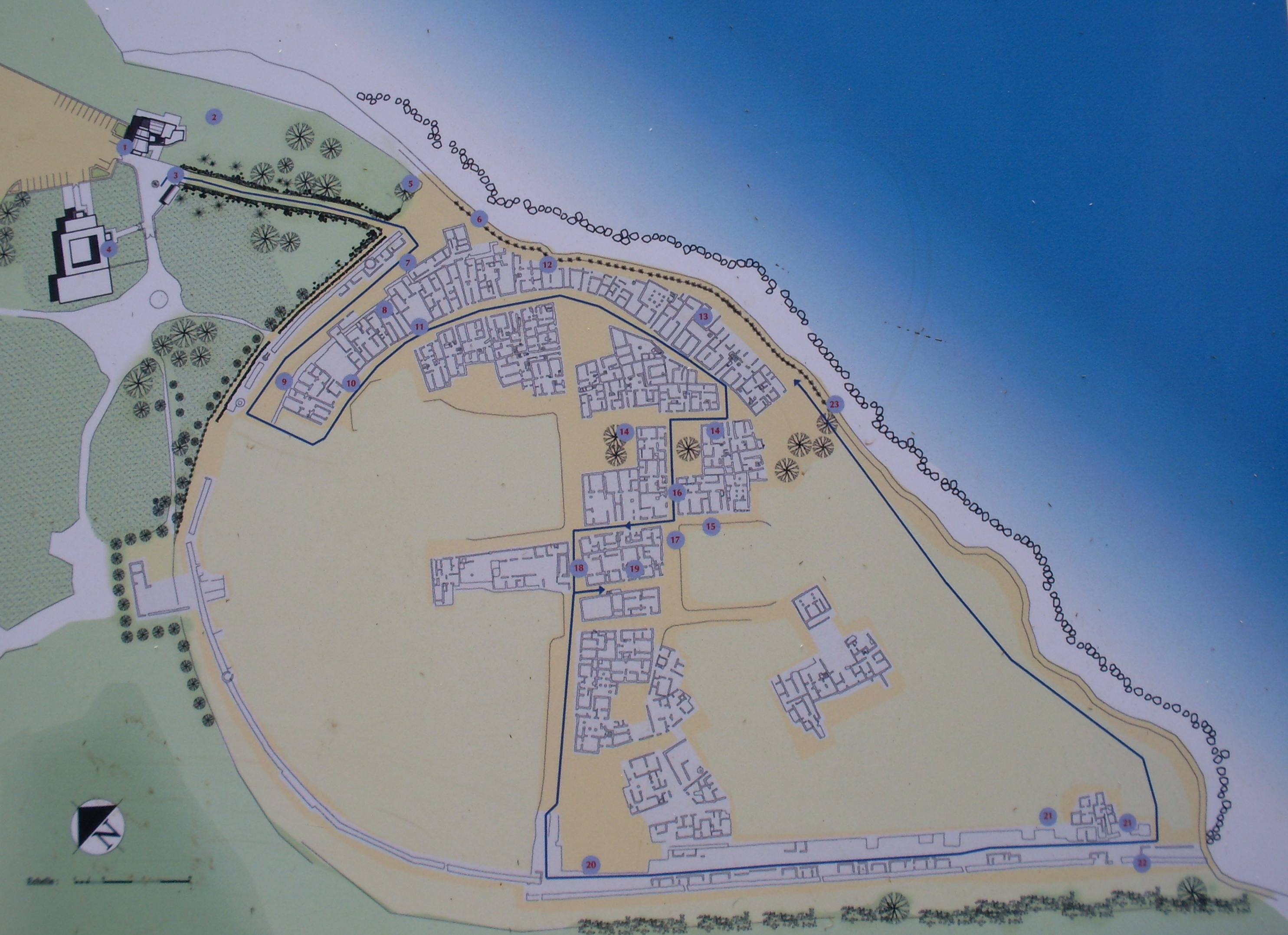
Plan du site.

Les quartiers d'habitation et les édifices publics, civils ou religieux sont disposés suivant un plan d'urbanisme où les rues se croisent orthogonalement et imposent un plan aéré de la cité disposé en damiers, le tout élaboré à l'intérieur d'une muraille séparant la cité des vivants des nécropoles et des terres cultivables. L'architecture se distingue par la diversité des matériaux et des techniques de construction utilisés.

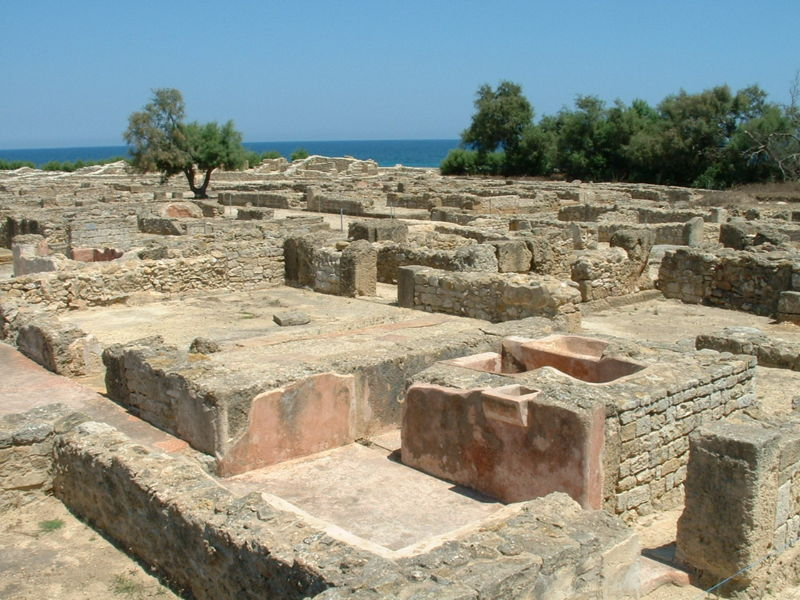
Vue partielle du site, avec en premier plan, une baignoire et un lavabo.

Les rues de la cité sont particulièrement larges, avec une moyenne supérieure à quatre mètres, ce qui permet une circulation piétonne aisée et donne à la cité un aspect très aéré. Les rues délimitent des îlots ou groupes d'habitations, si bien qu'à quelques exceptions près, l'ensemble est si bien structuré qu'il semble avoir été conçu dans les grandes lignes avant la construction de la cité. Les places ne ressemblent en rien à l'agora des cités grecques ou au forum des cités romaines mais à un espace plus ou moins ouvert sur d'autres bâtiments, ce qui s'apparente aux places des cités orientales. Trois places principales se trouvaient dans le même secteur, distantes de quelques mètres, et représentaient vraisemblablement un centre socioéconomique : plusieurs fragments de poteries de différents types (amphores, assiettes, coupes, cruches ou œnochés, plats ou vasques) ont été retrouvés, de même que des pièces de monnaie portant la tête d'une divinité féminine sur l'envers et un cheval sur l'avers. Ceci renforce l'hypothèse d'un espace de rencontre et de commerce.
Le système hydraulique urbain est remarquable en raison du drainage des eaux usées, du réseau de citernes, canalisations et gargouilles sculptées pour les eaux de ruissellement, etc.

### Techniques de construction

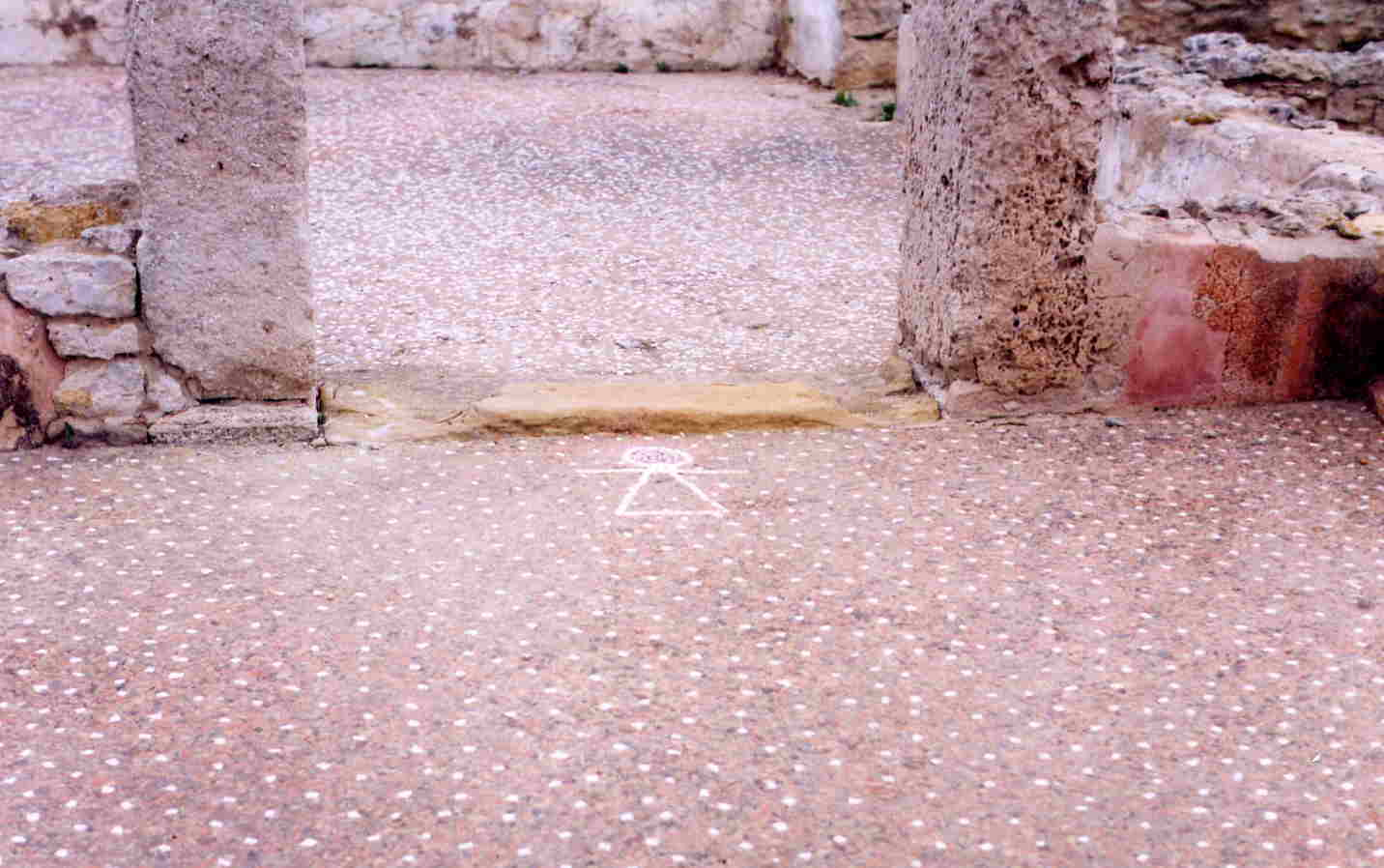
Signe de Tanit représenté sur le sol.

Divers matériaux ont été utilisés dans la construction des bâtiments ; leur utilisation varie en fonction du type de bâtiment et de son statut économique. Ces matériaux pouvaient être de la terre, de l'argile, de la brique crue ou cuite, de la pierre brute ou de taille, ainsi que des pierres de valeur telles que l'obsidienne, le marbre, la pâte de verre ou le basalte. Pour les gros blocs ou les dallages, le grès à ciment de calcaire ou de silicate était utilisé.
En parallèle aux matériaux, les techniques de construction sont très diverses : utilisation des pierres de taille liées avec des crampons métalliques en queue d'aronde, la technique dite de l'opus africanum, à harpes verticales ou la construction en pisé. Pour la décoration, les colonnes, les pilastres, les chapiteaux et les corniches dans les cours ou les façades sont utilisés comme éléments organiques. Des moulures et des appliques en stuc ou en plâtre le long des plafonds, des images peintes sur les murs, des sols pavés en opus signinum, avec parfois des signes religieux tel que le signe de Tanit servent d'éléments strictement décoratifs. Des gargouilles zoomorphes sont par ailleurs utilisées pour assurer l'évacuation des eaux depuis les toits, probablement ceux des édifices religieux.

### Édifices privés

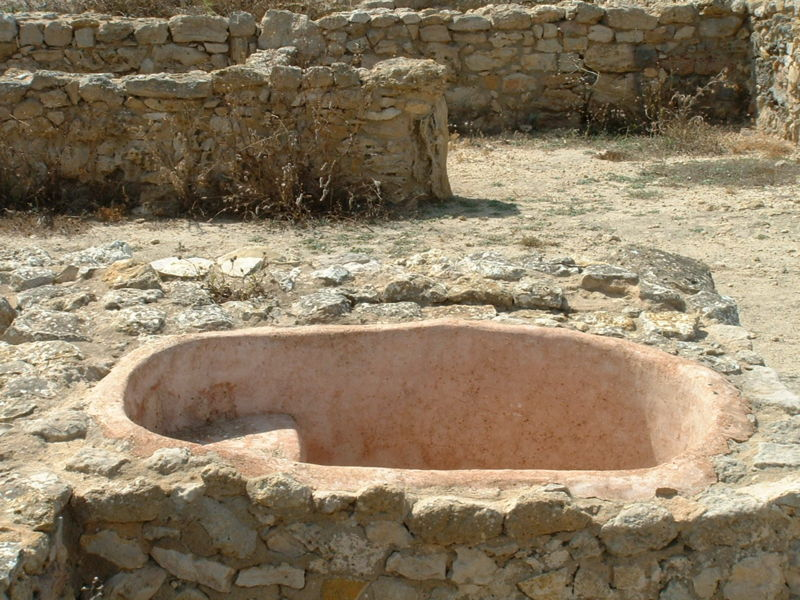
Baignoire-sabot sur le site de Kerkouane.

Les maisons de Kerkouane sont typiques des maisons puniques, de forme quadrilatère, la porte d'entrée donnant sur un couloir ou un vestibule coudé permettant de conserver l'intimité de la vie familiale. Le corridor peut parfois comporter une banquette et ses parois murales peuvent comporter un enduit protecteur fait de chaux, de sable et de restes de poteries. Il donne souvent accès à une cour de taille et de forme très variables mais se présentant soit comme un simple quadrilatère découvert, soit en partie protégé par un portique sur un, deux, trois, voire quatre côtés. Le portique est supporté par des colonnes à base cylindrique ou des pilastres à section quadrangulaire sur des bases moulurées. La cour comporte souvent un puits et un départ d'escalier qui devait conduire à une chambre haute.
Autour du patio s'ordonnent les pièces d'habitation dont l'une peut être destinée aux réceptions et communique avec une dépendance obscure (thalamos). Certaines chambres comportent des armoires aménagées dans le mur sous forme de niches. Le sol des pièces et du patio est le plus souvent pavé en opus signinum, avec des éclats de marbre blanc, ou en opus tessellatum, avec des éclats de verre bleu et d'obsidienne. Le sol du patio est bâti en pente très douce pour faciliter l'évacuation des eaux pluviales et usées vers le vestibule ou l'extérieur.
Chaque maison possédait sa salle de bains, située près du vestibule d'entrée et non des chambres, et pavée de mosaïques. Une baignoire-sabot avec un ou deux sièges, couverte d'un enduit rouge hydrofuge que lui confère la poterie pilée, fait face à un évier de même constitution.

### Édifices religieux
Le sanctuaire de Kerkouane figure parmi les rares édifices publics de la cité. En effet, la majorité des bâtiments dégagés sont des habitations domestiques. Or, le sanctuaire est annoncé par deux bases moulurées de pilastres visibles en bordure de la rue et qui donne accès à un vestibule en forme de quadrilatère irrégulier de 7,5 m2 pavé en opus signinum. Les parois sont recouvertes d'un enduit réalisé à partir de chaux et de poteries broyées. Du côté droit du vestibule, on accède à une salle oblongue de six mètres de long sur deux mètres de large, dotée sur les quatre côtés de banquettes couvertes d'une couche d'enduit hydrofuge composé de chaux et de poterie broyées et lissées au polissoir.
Le sanctuaire est centré sur une vaste cour qui dessert plusieurs pièces sur les deux côtés. Au fond de la cour se trouvent deux podia contigus, élevés d'environ soixante centimètres du sol et surplombant celle-ci. À mi-distance entre la salle à banquettes et les deux podia est érigé un autel de forme parallélépipède et taillé dans un bloc de grès calcaire.
Le long de l'aile droite se trouvent plusieurs pièces, dont la première comporte à son centre un four en forme d'ellipse avec une paroi en terre rouge ; il est consolidé par des tuiles en briques cuites losangiforme et renforcé par des galets. Les deux pièces suivantes ont une forme quadrilatère irrégulière : l'une est pavée de plusieurs couches de galets destinées à neutraliser l'effet de l'humidité, l'autre (dite atelier) est un espace vaste dont les parois et le sol sont couverts d'un enduit hydrofuge et qui comporte une installation hydraulique, une salle d'eau, un puits et un bassin avec une canalisation en plomb aménagée pour l'évacuation des eaux usées.
Derrière les podia se situe une large aire à ciel ouvert, d'environ dix mètres sur huit, dont le dégagement a permis de découvrir une couche de cendre mêlée à des ossements d'animaux, des poteries ordinaires et à vernis noir, des objets en métal, des pièces de monnaie. Cette aire comporte un puits, dont la fouille a dégagé une grande quantité de poteries bien conservées, une cachette se présentant sous la forme d'une margelle de puits où un grand nombre de lampes et de bols ont été retrouvés, un amas de galets haut de soixante centimètres surmontant une couche de cendre faite de charbon, d'ossements, de tessons de poteries, un autel votif, des objets métalliques, etc. La présence de cet amas a conduit les chercheurs à identifier le caractère sacré de ce monument. Le sanctuaire semble avoir été destiné au culte de diverses divinités, dont plusieurs figurines en terre cuite y ont été découvertes, tel un fragment de figurine d'une divinité féminine (Astarté ou Tanit), une tête barbue (Ba'al Hammon, Eshmoun ou Melkart) et une tête imberbe.

### Nécropoles
Deux grands sanctuaires puniques, dont l'un est le plus grand jamais découvert, sont situés au cœur de la ville et non pas en périphérie comme c'est généralement le cas pour les villes romaines. Au-delà du périmètre de la cité, les nécropoles sont au nombre de quatre, dont deux dans des falaises relativement proches : celle au nord semble en grande partie réservée aux enfants, inhumés dans des jarres placées dans des fosses, celle au sud étant réservée à l'inhumation des adultes directement enterrés dans des fosses. Deux autres nécropoles sont aménagées dans les collines : l'une au nord dite « nécropole d'Erg el-Ghazouani » et l'autre à l'ouest, toutes deux constituées de caveaux de type classique avec un escalier, un dromos et une chambre funéraire taillée dans le grès d'où a été retiré un mobilier funéraire important et semblable à celui de Carthage.

## Génétique
Une étude génétique de Hannah M. Moots et al. publiée en 2022 portant sur la Méditerranée centrale de l'âge du fer montre que douze individus de la petite cité punique de Kerkouane présentent un profil très hétérogène. Un premier groupe de sept individus montrent de fortes affinités avec les populations siciliennes et grecques de l'âge du bronze. Un individu parmi ces douze échantillons est similaire aux Marocains et Mozabites actuels tandis que quatre autres présentent une continuité génétique avec les agriculteurs néolithiques maghrébins qui précèdent, ce qui suggère que ces individus représentent une population nord-africaine autochtone. De manière surprenante, les auteurs notent l'absence d'influence génétique levantine/phénicienne substantielle et proposent comme explications des rites funéraires différents (incinération) ou une colonisation superficielle impliquant peu d'individus phéniciens. Au niveau archéologique, la présence de colons grecs de Sicile à Kerkouane est par ailleurs bien attestée,,. Les auteurs notent que « la contribution des populations autochtones d'Afrique du Nord dans l'histoire carthaginoise est obscurcie par l'utilisation de termes tels que « Phéniciens occidentaux », et même dans une certaine mesure, « puniques », dans la littérature pour désigner les Carthaginois ». Selon les auteurs, ces termes suggèrent une population principalement coloniale et minimisent le rôle des populations autochtones dans l'empire carthaginois. En conséquence, le rôle des populations autochtones a été largement négligé dans les études sur le monde carthaginois.